# Enterohepatische cyclus
De enterohepatische cyclus of enterohepatische kringloop is de circulatie van galzuren, bilirubine, medicijnen of andere stoffen van de lever over achtereenvolgens de gal, de dunne darm, en de enterocyten, weer terug naar de lever. 
Allerlei xenobiotica --waaronder ook medicijnen en gifstoffen-- worden vanuit de bloedbaan in de lever afgebroken (gemetaboliseerd of "gedetoxificeerd") door enzymen (zoals die van het CYP450-systeem). Zowel de omzettingsproducten als ook wat er nog aan xenobioticum resteert na passage door de lever kunnen door de nieren (via de urine) of de lever (via de gal) worden uitgescheiden. Bij dat laatste proces komen deze verbindingen dus samen met de gal in de darm terecht, en kunnen daar in bepaalde gevallen ook weer uit worden opgenomen. 95% van de uitgescheiden gal wordt namelijk weer over de darmwand geresorbeerd en via de poortader teruggevoerd naar de lever voor hergebruik. Deze cyclus herhaalt zich zes tot acht keer per dag.
Tijdens de afbraak van lipofiele verbindingen in de lever ontstaan door conjugatie aan bijvoorbeeld glutathion, taurine of glycine polaire verbindingen die na afvoer met de gal niet goed meer kunnen worden geabsorbeerd over de darmwand. Door toedoen van darmbacteriën in onder andere de karteldarm kan echter ook een omgekeerd proces plaatsvinden: de polaire groep wordt enzymatisch afgesplitst, waarbij het resulterende, nu weer (meer) lipofiele product weer kan worden opgenomen in de bloedbaan. 
Dit is een belangrijk concept binnen de toxicologie aangezien veel (lipofiele) xenobiotica dit proces ondergaan en er daarbij sprake kan zijn van heropname van (onveranderde of gemetaboliseerde) verbindingen vanuit de darm met nieuwe of terugkerende (re-bound) gezondheidseffecten.